# 征·宋本坎
征·宋本坎（Cheuang Sombounkhanh，1953年—2014年5月17日）老挝人，老挝政治家，原老挝人民革命党中央书记处书记、中央宣传部部长。

## 生平
2006年6月，以波松·布帕万为总理的新一届老挝政府组成，征·宋本坎任总理府部长。
2013年3月，老挝人民革命党中央书记处书记征·宋本坎曾率老挝国家社会科学委员会代表团参观了云南出版集团。此前，云南出版集团于2012年3月在老挝创办了老挝最大的书店——新知图书老挝万象华文书局。
2013年7月19日，新任中华人民共和国驻老挝大使关华兵在老挝首都万象拜会了老挝人民革命党中央书记处书记、中央宣传部部长征·宋本坎。
2014年5月17日，包括隆再·皮吉中将（老挝人民革命党中央政治局委员、政府副总理兼国防部部长）等老挝高级政府官员乘飞机从老挝首都万象起飞，到川圹省参加庆祝老挝人民军第二师成立55周年的活动，但飞机在当天早上坠毁，老挝国防部部长隆再·皮吉及其夫人、老挝公安部部长通班·显阿蓬、老挝人民革命党中央宣传部部长征·宋本坎、万象市市长苏甘·马哈拉等人遇难。